# ناتاليا شليختينكو
ناتاليا سيرجيفنا شليختينكو (الروسية: Наталья Сергеевна Шляхтенко ؛ ولدت في 7 يوليو 1987) هي لاعبة سباق ثلاثي روسية محترفة، وحاملة لقب ماستر في الرياضة ، وعضو احتياطي في الفريق الوطني.

## مسيرتها الرياضية
حققت تقدمًا واضحًا عندما فازت ببطولة الناشئين في عام 2004. عادت مرة أخرى، فازت ببطولة الناشئين في عام 2005 وكذلك منافسة الفريق في بطولات الجامعة لجامعتها ، جامعة الدولة للتكنولوجيا والتصميم في سانت بطرسبرغ، في العام التالي شاركت في أول سباقات سبارتاكياد الصيفية للشباب الروسي التي أقيمت في خانتي مانسيسك في 2 أغسطس 2006 ، وفازت بالميدالية الذهبية في سباق الثلاثي. لتحقيق هذا النجاح الكبير، في عامي 2008 وعام 2009 فازت شليختنكو أيضًا ببطولة السباحة (50 مترًا) من جامعتها.